# Вільяльгордо-дель-Хукар
Вільяльгордо-дель-Хукар (ісп. Villalgordo del Júcar) — муніципалітет в Іспанії, у складі автономної спільноти Кастилія-Ла-Манча, у провінції Альбасете. Населення — 1276 осіб (2010).
Муніципалітет розташований на відстані близько 190 км на південний схід від Мадрида, 38 км на північний захід від Альбасете.

## Демографія
Динаміка населення (INE ):

## Галерея зображень

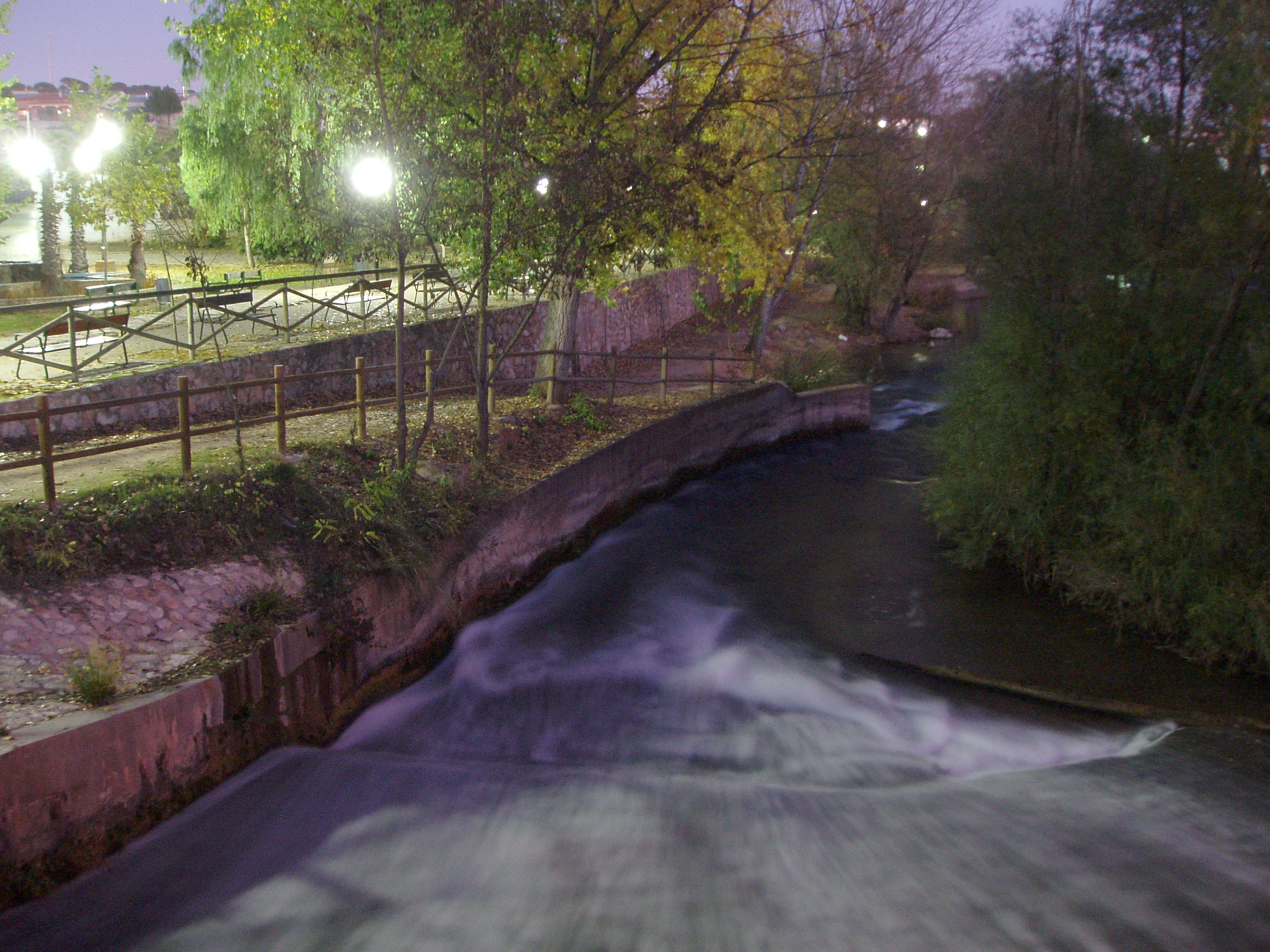
Річка Хукар